# Suchoj Su-30
Suchoj Su-30 (kód NATO „Flanker-C“) je ruský víceúčelový bojový letoun. Jedná se o další vývoj typu Suchoj Su-27 s cílem vyrobit víceúčelový letoun, schopný na rozdíl od Su-27 i plnohodnotné role stíhacího bombardéru.
Důraz úprav byl především kladen na prodloužení doletu a použití široké palety protizemní výzbroje. Tento vysoce ceněný bojový stroj je díky použití nových technologií a materiálů schopný ničit vzdušné i pozemní cíle širokou škálou řízené i neřízené výzbroje za všech meteorologických podmínek ve dne i v noci i během vedení intenzivního radioelektronického boje. Některé varianty Su-30 zvyšují manévrovatelnost použitím měnitelného vektoru tahu výstupních trysek motorů a tím zlepšují manévrovací schopnosti letadla.

## Vývoj
Prototyp letounu Su-27PU/Su-30 vzlétl poprvé 31. prosince 1989. Letoun Su-30 je v podstatě modifikace cvičného dvousedadlového letadla Su-27UB. Sériová výroba se rozběhla v irkutském závodě IAPO v roce 1991. První sériový kus (výr. č. 01-01) zalétali G. E. Bulanov a V. B. Maksimenkov 14. dubna 1992. Společně s druhým sériovým strojem (01-02) byly oba letouny předány akrobatické skupině zkušebních pilotů pod vedením Anatolije Kvočura, působící při LII Gromova v Žukovském. Jedná se o stroj létající na delší mise a oproti stroji Suchoj Su-27 jsou použity nové materiály a technologie, Su-30 má dvojnásobný dolet, vyšší účinnost a oproti typu Su-27 zlepšenou manévrovatelnost použitím canardů a u verze MKI i vektorováním tahu.

## Konstrukce

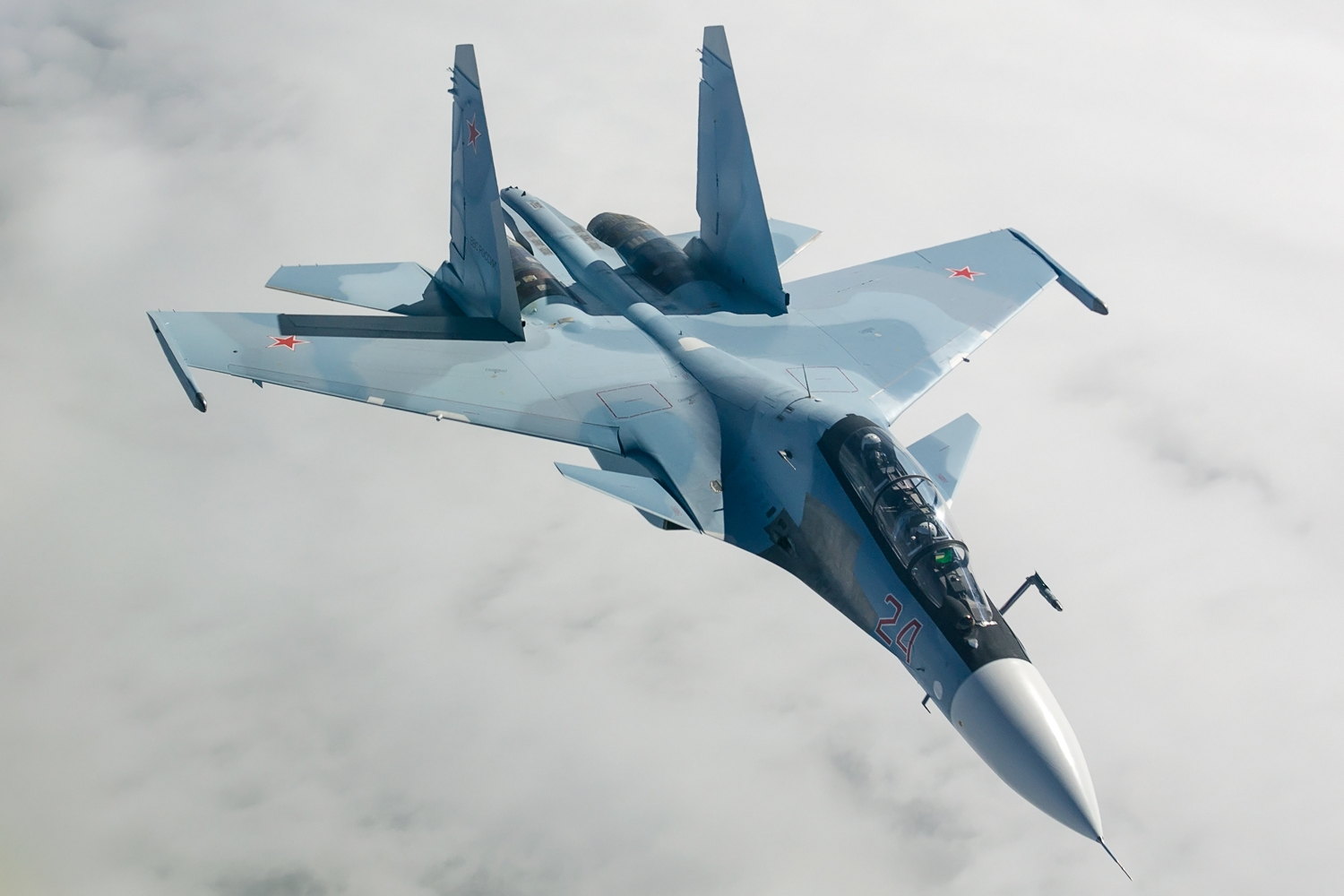
Ruský Su-30SM

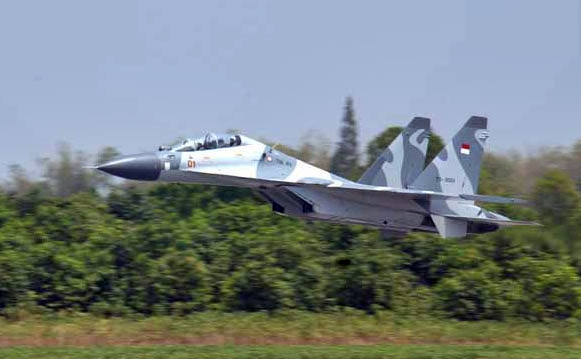
Indonéský Su-30

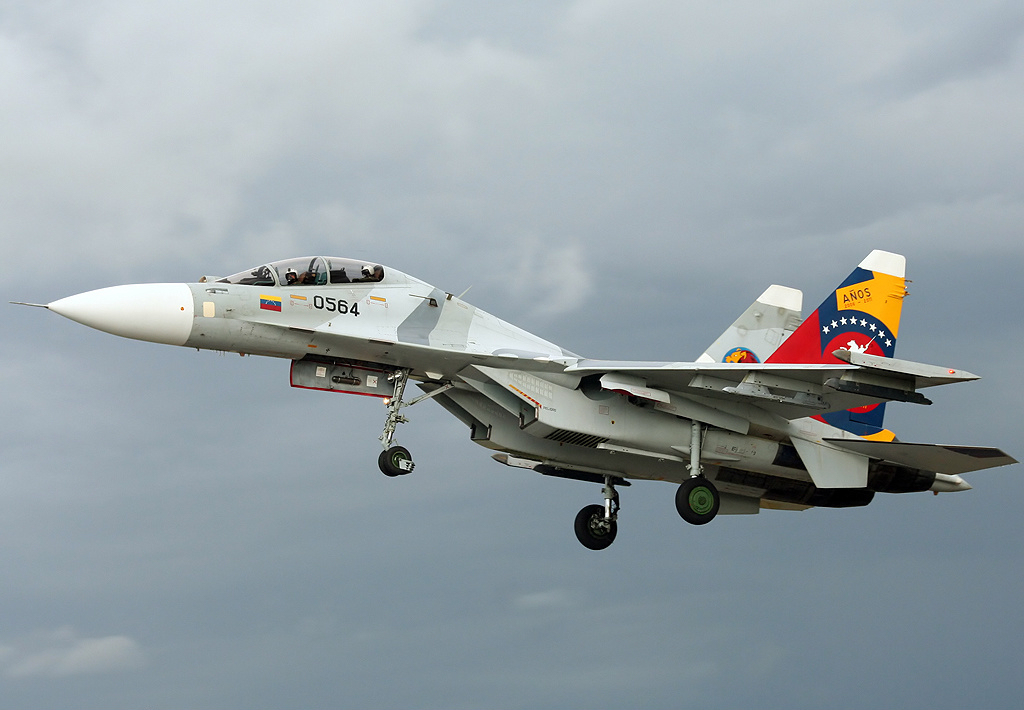
Venezuelský Su-30MK2

### Drak
Díky technologickému pokroku jsou v Su-30 použité novější materiály než v Su-27. Dalším vylepšením je vybavení pro tankování paliva za letu.

### Kokpit
Kokpit je dvoumístný, přičemž přední sedadlo pilota je umístěno stejně, jako je to v Su-27. Sedadlo operátora radarových a zbraňových systémů je umístěno vzadu a má výrazně lepší výhled směrem dolů. V zadní části kabiny pilotů je také průhledový displej (HUD) a všechny ovládací panely stejně jako vpředu.

### Avionika
Na rozdíl od Su-27 je Su-30 vybavený lepší elektronikou a je lépe přizpůsoben pro útoky na pozemní cíle. Podobně jako ostatní typy, postavené na platformě Su-27, má Su-30 k dispozici přilbový zaměřovač, optoelektronický a laserový zaměřovací systém, aktivní rušení radaru protivníka, varovný systém před nepřátelským útokem a pasivní systém vypouštění klamných cílů proti raketám. Podobně jako MiG-31 může i Su-30 zastávat funkci hlídkového letadla a tedy pracovat v režimu mini AWACS, kdy ozařuje cíle svým palubním radarem a posílá získané údaje ostatním letadlům pomocí šifrovaného Datalink APD-518.

### Motory
O pohon letadla se starají dva motory Saturn-Ljulka AL-31F (Izdelije 99) jaké pohánějí i Su-27. AL-31F je dvouproudový, dvouhřídelový motor s modulární konstrukcí a se společnou komorou přídavného spalování pro oba proudy. Každý motor dokáže vyvinout maximální tah 75,22 kN a při plné forsáži až 122,6 kN. Hmotnost motoru je 1 540 kg. AL-31F je spolehlivý v širokém rozsahu rychlostí a výšek letu.
Varianty Su-30MKI pro indické letectvo a Su-30MKM pro Malajsii pohánějí modernizované jednotky AL-31FP, které již disponují měnitelným vektorem tahu a oproti původním motorem i prodlouženou životností. Tah motoru je stejný jako u původních AL-31F.
Nejnovější varianty letadla pro ruské letectvo používají jednotky Saturn-Ljulka AL-31FM1 (Izdelije 99M1) s měnitelným vektorem tahu a zvýšeným tahem na 132 kN (s přídavným spalováním). Opět došlo k prodloužení životnosti. Hmotnost motoru mírně narostla na 1 557 kg.

## Služba

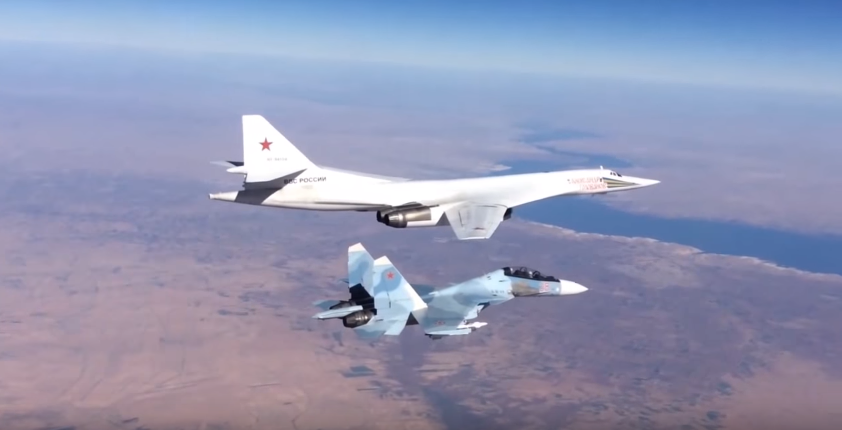
Ruský Su-30SM doprovází strategický bombardér Tu-160 během bojového letu nad Sýrií

30. září 2015 začalo Rusko v Sýrii letecké operace proti ozbrojeným odpůrcům režimu Bašára al-Assada. Vedle bojových letadel Su-25SM, Su-24M a Su-34 se poprvé do bojových operací zapojily i stroje Su-30SM, které jim poskytují vzdušné krytí. V listopadu, kdy se do bombardování zapojily i strategické bombardéry, poskytovaly Su-30SM doprovod také letadlům Tu-160.
Původně se na letecké základně u města Latakia nacházely 4 stíhačky Su-30SM, avšak do prosince jejich počet vzrostl až na 16 kusů. Letadla Su-30SM jsou vyzbrojena protiletadlovými střelami s infračervenou naváděcí hlavicí R-73 a protiletadlovými střelami s poloaktivním radiolokačním naváděním R-27R/ER. Na některých záběrech ze syrské základny jsou tato víceúčelová letadla vybavena i železnými pumami FAB-250. Dá se tedy předpokládat, že se kromě vzdušného krytí účastní útoků proti pozemním cílům.
Stroje byly nasazeny Ruskem při ruské invazi na Ukrajinu roku 2022. Ruský Su-30 byl zničen na zemi ukrajinskými střelami OTR-21 Točka odpálenými během útoku na leteckou základnu Millerovo. 5. března 2022 byl Su-30SM ruského námořního letectva sestřelen v oblasti Bašanky v Mykolajivské oblasti. Pilot byl zajat. 13. března 2022 bylo nad Ukrajinou ztraceno další letadlo; pilot přežil a byl zajat. Po sérii výbuchů 9. srpna 2022  na letecké základně Saky v Novofedorivce na Krymu zůstaly podle satelitních snímků nejméně tři zničené Su-30 a jeden poškozený. 14. září ukrajinská 80. vzdušná útočná brigáda tvrdila, že sestřelila Su-30 pomocí sovětského protiletadlového kanonu ZU-23-2 ráže 23 mm. Dle nezávislého webu Oryx ztratilo Rusko do 1. května 2025 dle volně dostupné fotodokumentace nejméně 13 Su-30SM, z toho 1 kus byl neopravitelně poškozen na zemi.

## Varianty

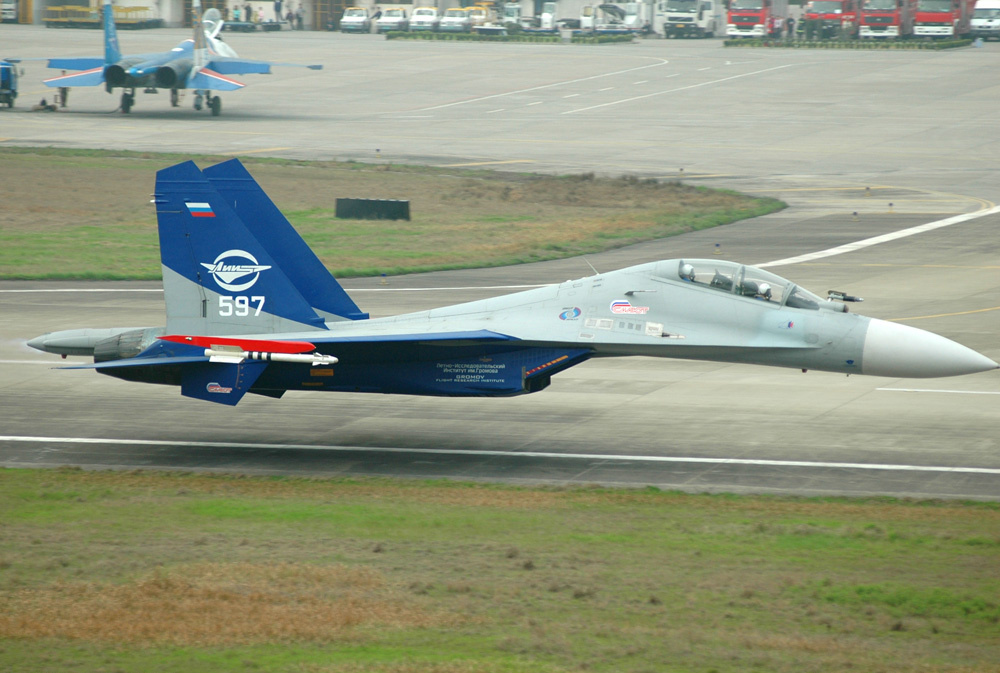
Ruský Su-30LL letící méně než metr nad zemí

- Su-30 / Su-27PU – základní verze letounu.
- Su-30D / Su-27PUD – dvojmístný letoun akrobatické skupiny Test Pilots .
- Su-30K – exportní provedení základního typu Su-30. Chybí kachní plošky, standardní motory Saturn-Ljulka AL-31F bez vektorování tahu. Ve výzbroji má indické letectvo.
- Su-30M – víceúčelová verze (M – modernizirovannyj), dva členové osádky plní různé úkoly.
- Su-30MK – víceúčelová exportní verze (MK-Modernizirovannyj Kommerčeskij) Su-30M, má 12 závěsů na výzbroj.
- Su-30MKI – Exportní verze pro Indii (I-Indijskij) se zahraniční avionikou, upraveným zaměřovacím a navigačním systémem, radiolokátorem N-011M a motory AL-31FP s vektorováním tahu. První dva prototypy Su-30MKI zhotovilo středisko OKB Suchého v Moskvě. Prvních osm strojů Indii bylo dodáno v březnu a dubnu 1997.

- Su-30KI – jednomístná vývozní verze pro Indonésii (Kommerčeskij Indonezijskij) s radiolokátorem N-001M. Prototyp provedl první let 28. června 1998.
- Su-30KN – modernizovaná verze zalétaná A. Kvočurem v březnu 1999.
- Su-30MKK – verze dle požadavků Číny (MKK – Modernizovannyj Kommerčeskij dla Kitaja). Tato verze vznikla ve spolupráci OKB Suchého, výrobního závodu KnAAPO a společnosti Ramenskoje PKB, dodávající palubní elektroniku. Prvních deset strojů přelétly ruské osádky z výrobního závodu v Komsomolsku na Amuru do Číny k 9. leteckému pluku 3. letecké divize na základnu Wuhu 20. prosince 2000.
- Su-30MKM – verze pro Malajsii
- Su-30MKV – verze pro Venezuelu
- Su-30MK2V – verze pro Vietnam

## Incidenty a nehody
- 12. června 1999: Ruský Su-30MK havaroval na airshow v Paříži. Oba piloti se katapultovali a nezranění přistáli na zemi. Pilot Vjačeslav Averjanov uvedl, že zřícení stroje zapříčinil špatný odhad výšky způsobený dezorientací z oslnění sluncem. (Video)
- 30. dubna 2009: Indický Su-30MKI havaroval nedaleko města Jaisalmer. Jeden pilot zahynul, druhý byl zraněn.[21]
- 30. listopadu 2009: Indický Su-30MKI havaroval nedaleko města Jaisalmer. Piloti se katapultovali a nezranění přistáli. Všechny Su-30MKI indického letectva byly uzemněny do chvíle, dokud vyšetřovací komise nezjistila příčinu havárie. Byl jím neznámý předmět nasátý jedním z motorů.[22]
- 13. prosince 2011: Indický Su-30MKI havaroval nedaleko města Pune. Oba piloti se včas katapultovali a bezpečně přistáli.[23]
- 14. října 2014 se zřítil indický Su-30MKI blízko vesnice Theoor, oba piloti se stihli katapultovat.[24]
- 19. května 2015 se zřítil indický Su-30MKI 36 km od základny Tezpur poté, co se museli oba piloti katapultovat v důsledku technických problémů.[25]
- 17. září 2015 havaroval venezuelský Su-30MK2, ve kterém zahynuli oba piloti. K nehodě došlo během pronásledování malého letadla, které narušilo venezuelský vzdušný prostor a s největší pravděpodobností převáželo drogy.[26]
- 3. května 2018: Ruský Su-30M2 havaroval krátce po startu ze základny Hmímím. Stroj byl zničen, osádka nehodu nepřežila.[27]
- 22. září 2020: V Tverské oblasti se zřítil Su-30 Ruského letectva. Piloti se katapultovali a vyvázli nezraněni.[28]
- 23. října 2022: Na dvoupodlažní dům v Irkutsku se při cvičném letu zřítil Su-30SM, oba piloti zahynuli.[29]
- 12. srpna 2023: V Kaliningradské oblasti se při cvičném letu zřítil ruský Su-30. Oba letci zahynuli.[30]

## Uživatelé
Alžírsko

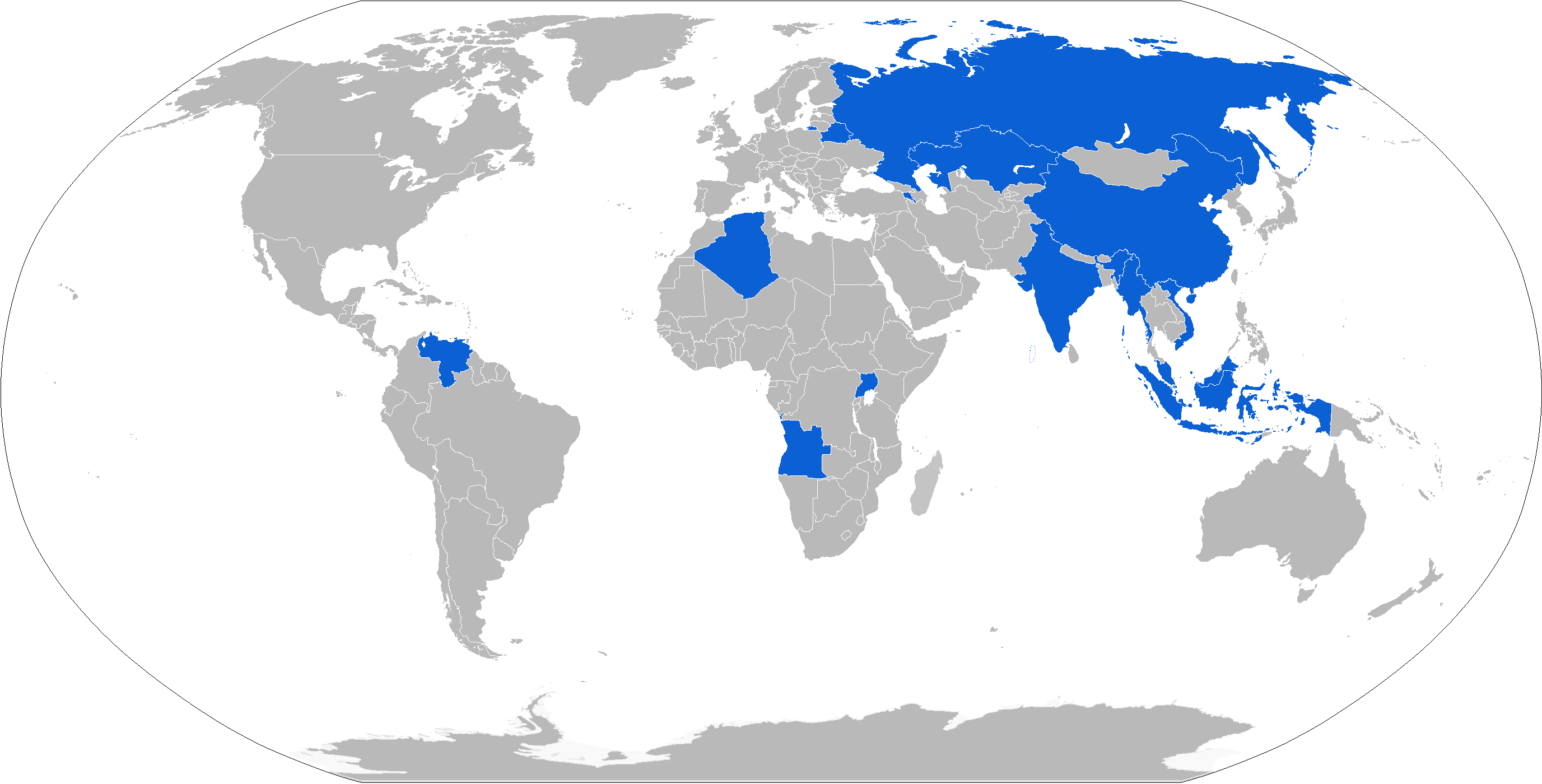
Uživatelé letadel Su-30 (stav z roku 2016)

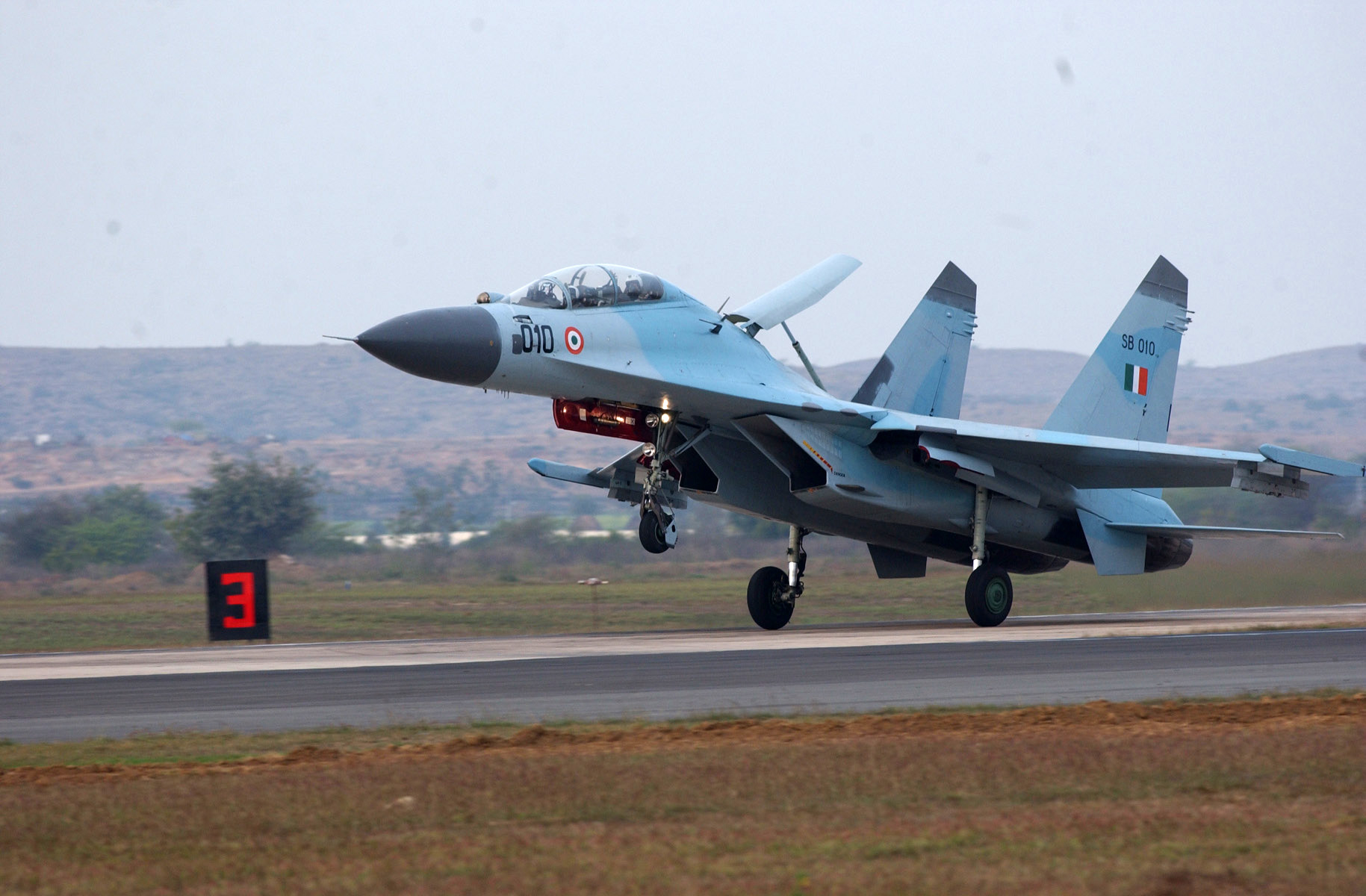
Přistávající indický Su-30K

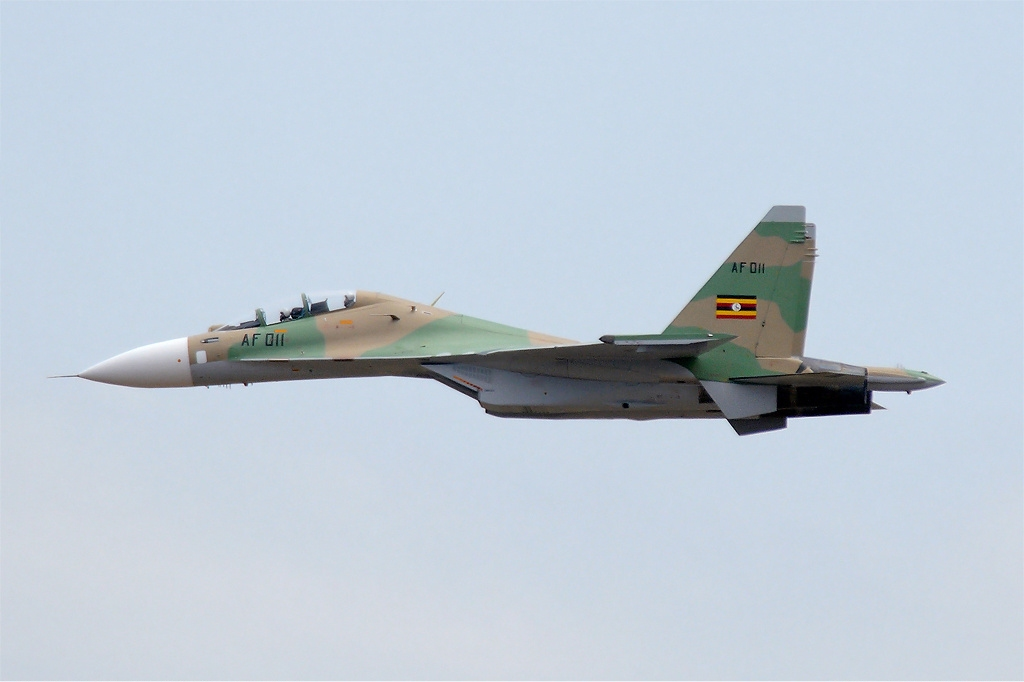
Su-30MK2 ugandského letectva

- Alžírské letectvo disponuje 44 stroji Su-30MKA a podepsalo smlouvu na nákup dalších 14 letadel Su-30SM, které by měly být dodány v letech 2016 až 2017.[31]

 Angola
- Angolské letectvo v říjnu 2013 oznámilo nákup 18 letadel Su-30K, které byly původně zařazeny do služby u indických vzdušných sil. V únoru 2014 však zredukovalo tento počet na 12 strojů. Tato letadla představovala úvodní dodávku stíhaček Su-30, které obdržela Indie v letech 1997 až 1999. Šlo o základní provedení Su-30 bez kachních křídel a motory neměly možnost měnit vektor tahu. Indie původně plánovala modernizaci těchto letadel, ale později se rozhodla pro výměnu za novější variantu.[32].

 Arménie
- Arménské letectvo – 4 Su-30SM v aktivní službě, 4 další mají být dodány.[33]

 Bělorusko
- Běloruské letectvo – 4 stroje dodány, dalších 8 objednáno

 Čína
- Letectvo Čínské lidové republiky má 73 kusů Su-30MKK a čínské námořní letectvo 24 Su-30MK2.

 Indie
- Indické letectvo disponovalo k září 2015 220 letadly Su-30MK2 a do konce roku 2019 by mělo získat dalších 52 kusů.[34]

 Indonésie
- Indonéské letectvo má 2 stroje Su-30MKK a 9 strojů Su-30MK2.

 Kazachstán
- Kazachstán disponuje 4 letadly Su-30SM. V únoru 2015 Kazachstán uzavřel smlouvu na nákup celkem 11 těchto letadel.[35]

 Malajsie
- Malajské královské letectvo má 18 strojů Su-30MKM.

 Rusko
- Ruské letectvo k 9. říjnu 2016 disponovalo 3 Su-30, 20 Su-30M2[36] a 60 Su-30SM (letiště Millerovo, Domna, Lipeck, Achtubinsk a Dziomgi ve městě Komsomoľsk na Amuru).[37] Do konce roku 2016 by mělo ruské letectvo disponovat 60 stroji Su-30SM. V roce 2016 podepsalo Ministerstvo obrany Ruské federace smlouvu na nákup dalších 28 stíhaček Su-30SM, které mají být ruskému letectvu dodány do konce roku 2018.[38]
- Ruské námořní letectvo disponuje 9 kusy Su-30SM (k září 2016), které se nacházejí na základně Saky na Krymu.[39] Na základě smluv z let 2013 a 2014 by ruské námořnictvo mělo dostat celkem 12 Su-30SM. V září 2015 byl s firmou Irkutsk podepsán další kontrakt na obstarání ještě 8 Su-30SM, které by měly být dodány v letech 2016 – 2017.[40] V roce 2016 Ministerstvo obrany Ruské federace podepsalo smlouvu na nákup dalších 8 stíhaček Su-30SM, které mají být ruskému námořnictvu dodány v roce 2018.[38]

 Uganda
- Ugandské letectvo mělo k říjnu 2016 k dispozici 12 letadel Su-30MK2.

 Venezuela
- Venezuelské letectvo má 23 strojů Su-30MK2.

 Vietnam
- Letectvo Vietnamské lidové osvobozenecké armády k říjnu 2016 disponovalo 36 stroji Su-30MK2.[41].

## Specifikace (Su-30)

### Technické údaje
- Osádka: 2
- Rozpětí: 14,70 m
- Délka: 21,94 m
- Výška: 6,35 m
- Nosná plocha : 62,00 m²
- Hmotnost – prázdná: 17 000 kg
- Maximální vzletová hmotnost : 33 500 kg
- Pohonná jednotka: 2× Saturn-Ljulka AL-31F
- Tah motoru: 125,00 kN

### Výkony
- Max. rychlost ve výšce: 2 125 km/h (1,78 M)
- Max. rychlost u země: 1 400 km/h
- Dolet bez tankování za letu: 3 500 km
- Dolet s 1 tankováním: 5 200 km
- Praktický dostup: 19 820 m

### Výzbroj
- 1 × jednohlavňový kanón GŠ-30-1 ráže 30 mm, 10 závěsů na výzbroj do hmotnosti 8 000 kg, např. protiletadlové rakety R-27R, R-27T a R-73, naváděné pumy KAB-500KR a KAB-1500KR, protizemní rakety Ch-29T, protiradiolokační rakety Ch-31P, protilodní rakety Ch-31A, protipozemní rakety S-25LD a Ch-25ML

## Specifikace (Su-30KN)

### Technické údaje
- Osádka: 2
- Rozpětí: 14,70 m
- Délka: 21,94 m
- Výška: 6,35 m
- Nosná plocha: 62,00 m²
- Hmotnost – prázdná: 19 500 kg
- Hmotnost – maximální: 33 000 kg
- Pohonná jednotka: 2× Saturn-Ljulka AL-31F
- Tah motoru: 125,00 kN

### Výkony
- Max. rychlost ve výšce: 2 430 km/h (2,04 M)
- Max. rychlost u země: 1 400 km/h
- Dolet bez tankování za letu: 3 700 km
- Dolet s 1 tankováním: 5 200 km
- Praktický dostup: 18 500 m

### Výzbroj
- 1× kanón GŠ-30-1 ráže 30 mm, 12 závěsů na výzbroj do hmotnosti 8 000 kg